# Gare de Lissac
La gare de Lissac est une halte ferroviaire française (fermée) de la ligne de Saint-Georges-d'Aurac à Saint-Étienne-Châteaucreux, située sur le territoire de la commune de Lissac, dans le département la Haute-Loire, en région Auvergne-Rhône-Alpes.
Le bâtiment est devenu une propriété privée et il reste le quai qui n'est plus exploité. Un service de cars TER dessert l'arrêt de Freycenet à environ trois kilomètres de l'ancienne halte ferroviaire.

## Situation ferroviaire
Établie à 836 m d'altitude, l'ancienne halte de Lissac est située au point kilométrique (PK) 34,598 de la ligne de Saint-Georges-d'Aurac à Saint-Étienne-Châteaucreux, entre les gares ouvertes de Darsac et du Puy-en-Velay, dont elle était séparée par les gares fermées de Borne et de Saint-Vidal.

## Histoire
La gare a été ouverte, comme l'ensemble du tronçon Saint-Georges-d'Aurac-Le Puy-en-Velay, le 18 mai 1874. Assurant la desserte de l'important chef-lieu de canton de Saint-Paulien, situé à 4,5 km, de l'autre côté de la vallée de la Borne, la gare de Lissac était jadis réputée pour sa « vue très étendue des deux côtés », la ligne étant tracée sur le plateau du Devès.
Par la suite, et à une date inconnue (avant 2011), le bâtiment voyageurs (BV) a été déclassé puis vendu. Le quai unique est demeuré en place.
Le 14 février 2011, le comité des lignes TER Auvergne du département de la Haute-Loire a présenté le nouveau projet de desserte de la relation Le Puy-en-Velay-Clermont-Ferrand. Celui-ci prévoyait éventuellement la création d'un arrêt à Lissac pour le TER n°873701, départ de Clermont-Ferrand 5h55 et arrivée au Puy 8h04.

## Service des voyageurs
La halte est toujours fermée, mais la commune de Lissac est desservie par les autocars TER Auvergne qui effectuent des missions entre Le Puy-en-Velay et La Chaise-Dieu, quelquefois prolongées jusqu'à Ambert (Puy-de-Dôme). En raison du caractère excentré de l'ancienne halte, notamment par rapport à la route départementale, n°27, l'arrêt est situé à environ trois kilomètres au hameau de Freycenet. L'arrêt de Freycenet est desservi par les cars TER de la ligne « n°25 : Ambert - La Chaise-Dieu - Le Puy en Velay ».